# 449

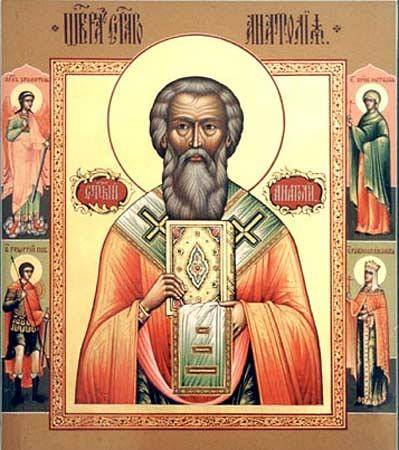
Anatolius van Constantinopel

Het jaar 449 is het 49e jaar in de 5e eeuw volgens de christelijke jaartelling.

## Gebeurtenissen

### Klein-Azië
- 8 augustus - Tweede Concilie van Efeze: Keizer Theodosius II roept in Efeze (Turkije) de kerkelijke raad bijeen. Het concilie wordt geleid door Dioscorus van Alexandrië, ook bekend als het "roverssynode". Eutyches wordt in ere hersteld en zijn vorm van monofysitisme aanvaard. Zijn tegenstanders Flavianus van Constantinopel en Eusebius van Doryleum worden uit hun ambt gezet en verbannen. Flavianus overlijdt drie dagen later aan zijn opgelopen verwondingen.

### Balkan
- Flavius Orestes, Romeins aristocraat, wordt door keizer Valentinianus III naar het hof van Attila de Hun gestuurd en voert als secretaris (notarius) diplomatieke betrekkingen met de Hunnen. Hij is de vader van Romulus Augustulus, de laatste keizer van het West-Romeinse Rijk.

### Italië
- Oktober - Paus Leo I verwerpt in een synode alle beslissingen van het "roversconcilie". Hierdoor dreigt er een kerkscheuring in de Katholieke Kerk.
- Iusta Grata Honoria, oudste zus van Valentinianus III, wordt beschuldigd van een samenzwering tegen haar broer en verbannen naar Constantinopel.

### Perzië
- Edict van Yazdagird II: De christelijke Armeniërs worden verplicht tot aanhang van het zoroastrische geloof, ook mazdeïsme genoemd. De Armeense adel wordt gedwongen mee te doen aan zoroastrische rituelen. Dit roept weerstand op onder de Armeense bevolking.

## Religie
- Anatolius (449-458) wordt benoemd tot aartsbisschop van Constantinopel.

## Geboren
- Kavad I, koning van de Sassaniden (Perzië) (overleden 531)
- Kenzo, keizer van Japan (waarschijnlijke datum)

## Overleden
- Eucherius, bisschop van Lyon
- Flavianus, patriarch van Constantinopel
- 5 mei - Hilarius, aartsbisschop van Arles